# Karl-Kübel-Schule
Die Karl-Kübel-Schule (eigene Schreibweise Karl Kübel Schule, kurz: KKS) ist eine berufsbildende Schule mit gymnasialer Oberstufe in Bensheim, Hessen. Namensgeber ist der Unternehmer und Philanthrop Karl Kübel.

## Geschichte
Die Karl-Kübel-Schule hat ihren geschichtlichen Ursprung in einer im Jahr 1874 gegründeten Fortbildungsschule. Gründer dieser Schule war der damalige Gewerbeverein Bensheim. In der Folge bot die Schule Abendkurse für junge Kaufleute an, bevor 1920 die Gründung der Berufsschule erfolgte.
Seit dem Jahr 1978 befindet sich die Schule an der heutigen Adresse. Nach einer umfassenden Sanierung von 1990 bis 1992 erfolgte die Umbenennung im Jahr 1995 in Karl-Kübel-Schule. Namensgeber ist der deutsche Unternehmer, Philanthrop und Stifter Karl Kübel, welcher 1978 die Karl Kübel Stiftung für Kind und Familie gründete.
Am 29. Oktober 2001 wurde an der Karl-Kübel-Schule ein Interkultureller Aktionstag für mehr Toleranz, Zivilcourage und Solidarität veranstaltet. Der Aktionstag gilt als Markstein des langfristigen Schülerprojekts Schule ohne Rassismus – Schule mit Courage, die Schule wurde vom Comenius-Institut Münster ausgezeichnet.
In den Folgejahren wurde die Schule um mehrere Neubauten erweitert und erneuert. So wurde 2008 eine neue Sporthalle gebaut, 2011 ein neuer Gebäudeteil mit 21 zusätzlichen Klassenräumen eröffnet und im Jahr 2013 ein Multifunktionsgebäude mit Mensa errichtet.
Mit ihrer gymnasialen Oberstufe ist die Karl-Kübel-Schule eines von fünf Gymnasien in Bensheim.
Seit Juni 2014 existiert ein Schulsanitätsdienst, bei dem Schüler bei der Johanniter-Jugend Bergstraße-Pfalz als Schulsanitäter ausgebildet werden. Es gibt drei Handys, mit denen die Schülersanitäter und die Leitstelle Bergstraße in Heppenheim direkt miteinander kommunizieren können.
Ab 2017 werden auch die Altenpflegeschule und die Gesundheitsakademie Bergstraße am Schulstandort angesiedelt sein.
Die Karl-Kübel-Schule ist neben der Modellschule Obersberg in Bad Hersfeld die einzige Schule in Hessen, die den Ausbildungsberuf Kaufmann im E-Commerce ausbildet.

## Bildungsangebot
Die Karl-Kübel-Schule bietet unterschiedliche Bildungswege an. Zum einen steht den Schülern eine duale Ausbildung an der Berufsschule offen. Zum anderen kann eine einjährige oder zweijährigen Berufsfachschule abgeschlossen werden. Hinzu kommt eine Fachoberschule mit deren Abschluss die Fachhochschulreife erlangt werden kann. Am Beruflichen Gymnasium der Karl-Kübel-Schule kann das Abitur mit allgemeiner Hochschulreife erreicht werden.  Seit dem Schuljahr 2008/09 wird bilingualer Unterricht im Fach Wirtschaftslehre gehalten. Das berufliche Gymnasium bietet auch einen Schüleraustausch mit China an.

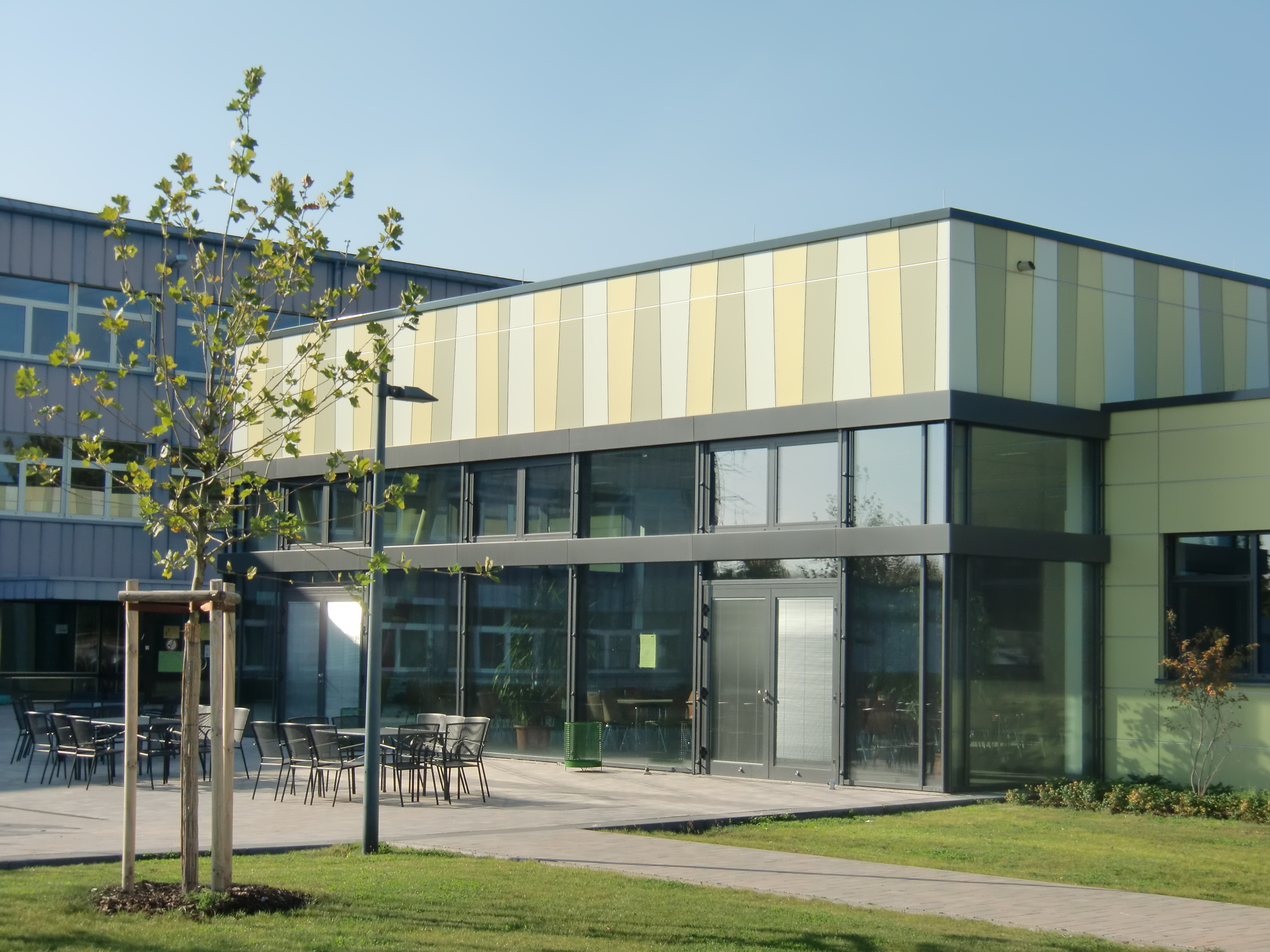
Mensa

## Partnerschulen
- Volksrepublik China: Zhejiang Information Engineering School in Zhejiang[12][11]

- Bulgarien: Handelsgymnasium in Burgas